# Caccobius villiersi
Caccobius villiersi är en skalbaggsart som beskrevs av Yves Cambefort 1975. Caccobius villiersi ingår i släktet Caccobius och familjen bladhorningar. Inga underarter finns listade.